# Discografia di Loredana Bertè
Questa voce elenca l'intera discografia, in Italia e fuori da essa, di Loredana Bertè a partire dal 1974. 
La discografia di Loredana Bertè comprende venti album in studio, cinque album dal vivo, nove raccolte e due EP, oltre che numerosi singoli ed edizioni straniere di album e singoli. In totale, Bertè ha inciso più di 300 brani musicali e firmato il testo di 45 di essi.

## Album

### Album in studio
| Data di uscita | Titolo                           | Etichetta          | Formato                       | Classifica ITA |
| -------------- | -------------------------------- | ------------------ | ----------------------------- | -------------- |
| 1974           | Streaking                        | CGD                | LP, CD, download digitale     | —              |
| 1976           | Normale o super                  | CGD                | LP, CD, download digitale     | 43             |
| 1978           | TIR                              | CGD                | LP, CD, download digitale     | 24             |
| 1979           | Bandabertè                       | CGD                | LP, CD, download digitale     | 11             |
| 1980           | LoredanaBertE'                   | CGD                | LP, CD, MC, download digitale | 14             |
| 1981           | Made in Italy                    | CGD                | LP, CD, MC, download digitale | 23             |
| 1982           | Traslocando                      | CGD                | LP, CD, MC, download digitale | 7              |
| 1983           | Lorinedita                       | CGD                | LP, CD, MC, download digitale | 39             |
| 1983           | Jazz                             | CBS                | LP, CD, MC, download digitale | 4              |
| 1984           | Savoir faire                     | CBS                | LP, CD, MC, download digitale | 18             |
| 1985           | Carioca                          | CBS                | LP, CD, MC, download digitale | 6              |
| 1988           | Io                               | RCA Italiana       | LP, CD, MC, download digitale | 25             |
| 1993           | Ufficialmente dispersi           | Sony Music         | LP, CD, MC, download digitale | 44             |
| 1997           | Un pettirosso da combattimento   | Sony Music         | CD, MC, LP, download digitale | 24             |
| 2005           | Babybertè                        | Edel Music         | CD, LP, download digitale     | 2              |
| 2016           | Amici non ne ho... ma amiche sì! | Warner Music Italy | CD, LP, download digitale     | 2              |
| 2018           | LiBerté                          | Warner Music Italy | CD, LP, download digitale     | 4              |
| 2021           | Manifesto                        | Warner Music Italy | CD, LP, download digitale     | 8              |

### Album dal vivo
| Anno | Titolo                 | Etichetta                      | Formato         | Classifica ITA |
| ---- | ---------------------- | ------------------------------ | --------------- | -------------- |
| 1994 | Bertex Ingresso libero | Fonopoli / Sony Music          | CD, MC, digital | 39             |
| 1998 | Decisamente Loredana   | Sony Music                     | CD, MC, digital | 19             |
| 2007 | Babybertè live 2007    | Nar International / Edel Music | LP, CD, digital | 29             |
| 2008 | Bertilation            | Nar International / Edel Music | CD, digital     | 20             |
| 2016 | Amiche in Arena        | Friends & Partners SRL         | CD              | 1              |

### Raccolte ufficiali
| Anno | Titolo | Classifica ITA |
| ---- | --- | -------------- |
| 1986 | Fotografando... i miei successi - Pubblicato: 1986 - Etichetta: CBS - Formato: LP                                     | 36             |
| 1991 | Best - Pubblicato: 1991 - Etichetta: Warner Music Group - Formato: LP, CD, MC, download digitale                      | 37             |
| 1995 | Ufficialmente ritrovati - Pubblicato: 1995 - Etichetta: Fonopoli, Sony Music - Formato: LP, CD, MC, download digitale | 39             |
| 2022 | Reloaded 1974-1983 - Pubblicato: 11 novembre 2022 - Etichetta: Nar International - Formato: 9 CD                      | 77             |
| 2024 | Ribelle - Pubblicato: 9 febbraio 2024 - Eitchetta: Warner Music - Formato: CD, LP, download digitale, streaming       | 8              |

## Extended play
| Anno | Titolo                   | Etichetta         | Formato     | Classifica ITA |
| ---- | ------------------------ | ----------------- | ----------- | -------------- |
| 2002 | Dimmi che mi ami         | B&G Entertainment | CD, digital | 7              |
| 2009 | Lola & Angiolina project | Edel Music        | CD, digital | 26             |

## Singoli
| Anno | Titolo                                                       | Classifiche | Classifiche | Certificazioni ITA | Album di provenienza             |
| Anno | Titolo                                                       | ITA         | SWI         | Certificazioni ITA | Album di provenienza             |
| ---- | ------------------------------------------------------------ | ----------- | ----------- | ------------------ | -------------------------------- |
| 1974 | Volevi un amore grande/Parlate di moralità                   | —           | —           |                    | Streaking                        |
| 1975 | Sei bellissima/Spiagge di notte                              | 9           | —           | - Oro              | Normale o super                  |
| 1976 | Meglio libera/Indocina                                       | 23          | —           |                    | Normale o super                  |
| 1977 | Fiabe/Anima vai                                              | 24          | —           |                    | TIR                              |
| 1977 | Grida/Ricominciare                                           | 16          | —           |                    | TIR                              |
| 1978 | Dedicato/Amico giorno                                        | 5           | —           |                    | Bandabertè                       |
| 1979 | E la luna bussò/Folle città                                  | 6           | —           | - Oro              | Bandabertè                       |
| 1980 | In alto mare/Buongiorno anche a te                           | 11          | —           | - Oro              | Loredanabertè                    |
| 1981 | Movie/La goccia                                              | —           | —           |                    | Made in Italy                    |
| 1982 | Non sono una signora/Radio                                   | 3           | —           | - Platino          | Traslocando                      |
| 1982 | Per i tuoi occhi/I ragazzi di qui                            | 7           | —           |                    | Traslocando                      |
| 1985 | Acqua/Banda clandestina                                      | 13          | —           |                    | Carioca                          |
| 1986 | Re/Fotografando                                              | 15          | —           |                    | Fotografando... i miei successi  |
| 1988 | Io/Proiezioni                                                | 16          | —           |                    | Io                               |
| 1991 | In questa città/Io non ho                                    | 26          | —           |                    | Best                             |
| 1993 | Stiamo come stiamo/Dormitorio pubblico (con Mia Martini)     | —           | —           |                    | Ufficialmente dispersi           |
| 1994 | Amici non ne ho                                              | 19          | —           |                    | Bertex ingresso libero           |
| 1998 | Portami con te                                               | —           | —           |                    | Decisamente Loredana             |
| 2002 | Dimmi che mi ami                                             | 7           | —           |                    | /                                |
| 2004 | Sarà perché ti amo (chissenefrega!!) (con i Ricchi e Poveri) | 15          | —           |                    | /                                |
| 2006 | Strade di fuoco                                              | 3           | —           |                    | Babybertè                        |
| 2008 | Musica e parole (sola o con Ivana Spagna)                    | 20          | —           |                    | Bertilation                      |
| 2011 | Cattiva (Loredana Errore feat. Loredana Bertè)               | —           | —           |                    | L'errore                         |
| 2012 | Respirare (con Gigi D'Alessio)                               | 11          | —           |                    | Chiaro                           |
| 2012 | Ma quale musica leggera                                      | —           | —           |                    | /                                |
| 2016 | È andata così                                                | —           | —           |                    | Amici non ne ho... ma amiche sì! |
| 2018 | Non ti dico no (con i Boomdabash)                            | 8           | —           | - Platino (2)      | Barracuda                        |
| 2018 | Maledetto luna-park                                          | —           | —           |                    | LiBerté                          |
| 2018 | Babilonia                                                    | —           | —           |                    | LiBerté                          |
| 2019 | Cosa ti aspetti da me                                        | 6           | 64          | - Platino          | LiBerté - Sanremo Edition        |
| 2019 | Tequila e San Miguel                                         | 88          | —           |                    | /                                |
| 2019 | Senza pensieri (con Fabio Rovazzi e J-Ax)                    | 22          | —           | - Platino          | /                                |
| 2021 | Figlia di...                                                 | 62          | —           |                    | Manifesto                        |
| 2021 | Tuttapposto (Giordana Angi feat. Loredana Bertè)             | —           | —           |                    | Mi muovo                         |
| 2021 | Che sogno incredibile (con Emma)                             | 71          | —           | - Oro              | Best of Me                       |
| 2021 | Bollywood                                                    | —           | —           |                    | Manifesto                        |
| 2022 | Mare malinconia (con Franco126)                              | —           | —           |                    | Manifesto                        |
| 2024 | Pazza                                                        | 8           | 66          | - Platino          | Ribelle                          |
| 2024 | Bestiale (con Eiffel 65)                                     | —           | —           |                    | /                                |
| 2025 | In alto mare (remix) (con Dimitri From Paris)                | —           | —           |                    | /                                |
| 2025 | Ninna nanna (remix) (con Twenty Six)                         | —           | —           |                    | /                                |
| 2025 | Fare l'amore (remix) (con Evissimax)                         | —           | —           |                    | /                                |
| 2025 | La goccia (remix) (con Protopapa)                            | —           | —           |                    | /                                |
| 2025 | Una stupida scusa (con i Boomdabash)                         | 73          | —           |                    | /                                |

## Discografia estera

### Belgio

#### Singoli
- 1982 - Non sono una signora/Radio

### Brasile

#### Album
- 1984 - Incluindo os successos
- 1985 - Carioca

#### Singoli
- 1974 - Volevi un amore grande/Parlate di moralità
- 1979 - Dedicato/Amico giorno
- 1982 - Non sono una signora/Per i tuoi occhi
- 1984 - Petala/Jazz

### Costa Rica

#### Singoli
- 1975 - Eres bellissima/Volver por un amor tan grande

### Francia

#### Album
- 1982 - Made in Italy

#### Singoli
- 1979 - Dedicato/Amico giorno
- 1982 - La goccia/Ninna nanna
- 1982 - Non sono una signora/Radio

### Germania

#### Album
- 1976 - Normale o super (CGD, 4509-91398-2)
- 1977 - TIR (Ariola,	200 648 - 270)
- 1979 - Bandabertè (Ariola,	203 254)
- 1980 - LoredanaBertE' (Ariola, 203 253-320)
- 1981 - Made in Italy (Ariola, 203 927-320)
- 1982 - Traslocando (CGD, 205 059-320)
- 1983 - Lorinedita (Ariola Eurodisc GmbH, 205 648)
- 1983 - Jazz (CBS, CBS 25724)
- 1984 - Savoir faire (CBS, CBS 26107)

#### Singoli
- 1978 - Grida/Ricominciare
- 1978 - Dedicato/Amico giorno (CBS, CBS 6832)
- 1979 - E la luna bussò/Folle città (CBS, CBS 7821)
- 1981 - E la luna bussò/In alto mare (Ariola, 102 738)
- 1981 - Ninna nanna/Movie (Ariola, 103 642, 7")
- 1982 - Non sono una signora/Radio (Ariola, 104 457)
- 1984 - Un'automobile di trent'anni/Ho chiuso col Rock'n'Roll (CBS, CBS A 4297, 7")

#### Disco mix
- 1981 - Ma quale idea/E la luna bussò/Maracaibo/Rumore (Haristol Records & Tapes – 605 113)

### Messico

#### Singoli
- 1982 - No soy una señora/Radio/Ninna nanna

### Paesi Bassi

#### Album
- 1978 - TIR
- 1980 - LoredanaBertE' (CBS, 84527)
- 1981 - Made in Italy (CBS, 85261)
- 1983 - Jazz (CBS, CBS 25724)
- 1984 - Savoir faire (CBS, CDCBS 26107)

#### Singoli
- 1978 - Grida/Ricominciare
- 1980 - In alto mare/Buongiorno anche a te (CBS, CBS 8885)
- 1981 - Amica notte/Movie (CBS, CBSA 1536, 7")
- 1982 - Non sono una signora/Radio (Ariola, 104 457)
- 1984 - Il mare d'inverno/Ho chiuso col Rock'n'Roll
- 1984 - Ragazzo mio/Full circle (CBS, CBS A 4297, 7")

### Regno Unito

#### Singoli
- 1978 - Dedicating/Amico giorno

### Spagna

#### Album
- 1979 - Bandabertè
- 1983 - Jazz

#### Singoli
- 1977 - Mejor ser libre/Serenata (Epic, EPC 5999)
- 1978 - Dedicado/Amigo dia (EPC 6832)
- 1979 - Y la luna llamó/Loca ciudad (Epic, EPC 7821)
- 1982 - Non sono una signora/Radio (Ariola, 104 457)
- 1984 - Il mare d'inverno/Ho chiuso col Rock'n'Roll

### Svezia

#### Album
- 1988 - Io (RCA, PD 71671)

#### Singoli
- 1988 - Io/Proiezioni (RCA PB 41811, 7")

### U.R.S.S.

#### Singoli
- 1983 - Кино (Мелодия – Г62—10363-4, Flexi-disc, 7")(versione Russa di "Movie")
- 1984 - Il mare d'inverno/Amica notte (flexi azzurro compreso nella rivista Krugozov)

## Collaborazioni con altri artisti e apparizioni
- 1970 – Per un pugno di samba (LP di Chico Buarque) - cori
- 1970 – Hair (LP) - cori
- 1971 – Oltre la collina (LP di Mia Martini) - cori
- 1971 – Gingi/La freccia d'oro (45 giri di Pippo Baudo) - cori in Gingi
- 1972 – Ciao Rudy (LP) - voce in Piaceva alle donne, cori
- 1973 – Orfeo 9 (LP) - voce, cori
- 1974 – Forse sarà la musica del mare (LP) - voce in L'onnipotente uomo, cori
- 1975 – Concerto d'estate/Dal vivo dalla Bussola (LP di Artisti Vari) - Sei bellissima, Le ferite dell'amore, Cadiamo in amore
- 1975 – Amore dolce, amore amaro, amore mio (LP di Fausto Leali): cori, duetto in Brucia il paradiso
- 1976 – Che cosa sei (LP di Alberto Radius) - partecipazione vocale in Sound e Popstar
- 1977 – Leapoli (LP di Fausto Leali) - duetto in Sono Donna
- 1980 – Ricetta di donna (LP di Ornella Vanoni) - cori di Ricetta di donna
- 1980 – Ratatam pum pum (LP di Franco Fanigliulo) - cori di Ratatam pum pum
- 1980 – Tregua Vol.2 (LP di Renato Zero) - fischio nel brano Per te
- 1982 – Uh... uh... (LP di Adriano Celentano) - cori di Uh...Uh... e Niente di nuovo
- 1983 – Miei compagni di viaggio (LP di Mia Martini) - cori
- 1984 - Guardandoti, sfiorandoti (LP di Mario Lavezzi) - duetto con Fiorella Mannoia in Se rinasco
- 1985 – Bindi (LP di Umberto Bindi) - duetto in Il mio mondo
- 1985 – Volare (45 giri di Artisti Vari) - nel coro con altri artisti
- 1985 – I'll Go Crazy (45 giri di Aida Cooper) - produttrice, cori in I'll Go Crazy e I've Been Loving You Too Long
- 1986 – Io e Red (LP di Red Canzian) - controcanto in Tu no
- 1987 – Io amo e altri successi (LP di Fausto Leali) - duetto in Notte d'amore
- 1992 – Veleno, mare e ammore (album di Enzo Gragnaniello) - cori nel brano Smog & Stress
- 1994 – Viva Napoli (CD di Artisti Vari) - Tamurriata Nera
- 1994 – Salviamo il salvabile (CD dei Fratelli di Soledad) - duetto in E la luna bussò
- 1997 – Anità (CD di Anità) - autrice del testo per Luce dei miei occhi
- 1997 – Buonanotte alla luna (CD di Francesca Alotta) - duetto in E la luna bussò
- 1998 – InnaMorandi (CD di Artisti Vari) - duetto con Mara Venier e Antonella Bucci in Si può dare di più
- 1998 – Notti, guai e libertà (CD di Patty Pravo) - autrice del testo per Treno di panna
- 1998 – Disincanto (CD di Giovanni Danieli) - duetto in Non ho che te
- 2003 – Faber, amico fragile (CD di Artisti Vari) - Una storia sbagliata
- 2004 – Andrea Maja (CD di Andrea Maja) - duetto in A me piace
- 2004 – Music Farm Compilation (CD di Artisti Vari) - Ma il cielo è sempre più blu, Diamante, Sarà perché ti amo (con i Ricchi e Poveri)
- 2004 – Passionalità (CD di Mario Lavezzi) - duetto in In alto mare
- 2005 – Ma quando dici amore (CD di Ron) - duetto in Una città per cantare
- 2005 – Un mondo perfetto (Special Edition) (CD di Dolcenera) - duetto in Pensiero stupendo
- 2010 – Donne (CD dei Neri per Caso) - duetto in E la luna bussò
- 2011 – L'errore (CD di Loredana Errore) -duetta in Cattiva
- 2012 – Chiaro (CD di Gigi D'Alessio) - duetta in Respirare
- 2015 – Una serata... Bella - Per te, Gianni! (CD di Marcella Bella) - L'arcobaleno, duetta in Non si può morire dentro, Nessuno mai, Dopo la tempesta
- 2016 – La forza di dire sì (CD di Ron) - duetta in Malala
- 2017 – Comunisti col Rolex (CD di J-Ax e Fedez) - duetta in Allergia
- 2017 – Duets (CD di Cristina D'Avena) - duetta in Occhi di gatto
- 2019 – Grandissimo (CD di Irene Grandi) - duetta in La tua ragazza sempre
- 2021 – Mi muovo (CD di Giordana Angi) - duetta in Tuttapposto
- 2023 – Etnea (CD di Marcella Bella) - duetta in Mi rubi l'anima
- 2023 – 66º Zecchino d'Oro - autrice del testo di Rosso

## Videografia

### DVD
- 2015 – Bandabertè 1974 - 2014 tour

### Video musicali
- 1981 – Movie (regia di Andy Warhol)
- 1983 – Il mare d'inverno (regia di Loredana Bertè)
- 1984 – Movie (Seconda versione)
- 1985 – Acqua (regia di Loredana Bertè)
- 1988 – Io
- 1995 – ANGELI & angeli (regia di Guido Manuli)
- 2002 – Notti senza luna (regia di Asia Argento)
- 2002 – Io ballo sola (regia di Asia Argento)
- 2002 – Mercedes Benz (regia di Asia Argento)
- 2006 – Strade di fuoco (regia di ConiglioViola)
- 2012 – Respirare
- 2012 – Ma quale musica leggera
- 2016 – È andata così (regia di Loredana Bertè)
- 2018 – Non ti dico no (regia di Cosimo Alemà)
- 2018 – Maledetto luna-park (regia di Luca Bragagnolo)
- 2019 – Cosa ti aspetti da me (regia di ConiglioViola)
- 2019 – Tequila e San Miguel (regia di Massimiliano Artibani)
- 2019 – Senza pensieri (regia di Fabio Rovazzi)
- 2021 – Figlia di... (regia di ConiglioViola)
- 2021 – Tuttapposto (regia di Luca Vacchi)
- 2021 – Che sogno incredibile (regia di Lorenzo Silvestri e Andrea Santaterra)
- 2021 – Bollywood (regia di ConiglioViola)
- 2022 – Mare malinconia (regia di Francesco Coppola)
- 2024 – Pazza (regia di Matteo “Colomovie” Colombo)
- 2024 – Bestiale (regia di Fausto "Krausto" Collarino)
- 2025 – Una stupida scusa (regia di Fabrizio Conte)